# Magnolia officinalis
Magnolia officinalis este o specie de plante din genul Magnolia, familia Magnoliaceae, descrisă de Alfred Rehder și Ernest Henry Wilson. A fost clasificată de IUCN ca specie cu risc scăzut.

## Subspecii
Această specie cuprinde următoarele subspecii:
- M. o. biloba
- M. o. officinalis